# Antoine François Marmontel
Antoine François Marmontel (ur. 18 lipca 1816 w Clermont-Ferrand, zm. 16 stycznia 1898 w Paryżu) – francuski pianista i pedagog.

## Życiorys
Studiował w Konserwatorium Paryskim, gdzie jego nauczycielami byli Pierre Zimmerman (fortepian), Victor Dourlen (harmonia), Jacques Fromental Halévy (fuga) i  Jean-François Le Sueur (kompozycja). Studia ukończył w 1832 roku z I nagrodą. Od 1837 roku prowadził w konserwatorium kurs solfeżu, a w latach 1848–1887 był profesorem fortepianu. Był współtwórcą francuskiej szkoły pianistycznej. Do grona jego uczniów należeli Isaac Albéniz, Georges Bizet, Claude Debussy, Louis Diémer, Vincent d’Indy, Théodore Dubois, Marguerite Long, Gabriel Pierné, Francis Planté i Józef Wieniawski. Odznaczony został krzyżem oficerskim Legii Honorowej (1894).
Był autorem prac L’art classique et moderne du piano (1876), Les Pianistes celebres (1878), Symphonistes et virtuoses (1880), Virtuoses contemporains (1882), Elements d’esthetique musicale, et considerations sur le beau dans les arts (1884), Histoire du piano et de ses origines (1885). Pisał też utwory do ćwiczeń na fortepian, sonaty, serenady, tańce, utwory o charakterze salonowym.